# Regne de Mahin
El regne de Mahin és un regne de Nigèria habitat pels ilajes i els ugbos, grups dels iorubes.
La història ioruba revela que els pobladors van emigrar d'Ile Ife, que era la seva llar ancestral original, aproximadament al segle x. El títol reial de Mahin és Amapetu. El regne ocupa la costa atlàntica de l'estat d'Ondo, però els primers pobladors es van establir a l'interior del país. El regne limitava al nord per Ikale, a l'oest amb Ijebu; a l'est pels itsekiris, al nord-est pels edos i al sud per l'oceà Atlàntic. Els principals assentaments del regne són Egunrin, Igbokoda, Kofawe, Imoluwa, Aboto, Kugbanre, Gbabijo, Legha, Oropo, Aruwayo, Ibila, Legboro, Igbolomi, Mahintedo, Odun Ojan, Ilu Ayo, Igbobi, Araromi, Magbehinwa, Oke Ipare, Oropo Ugboru, Abealala, Moferere, Oke Ereke, Ogogoro, Asisa, Maran, Ebute Ipare, Ereke Akintan, Abereke, Odun Kuse, Abealala, Etugbo, Ipolo, Odun Egbowon, Ereke Omojuwa, Piawe, Oroyomi, Abe Oroyo, Odun Oloja, Ilu Abo Gbabijo, Korolo, Ereke Mekuleyi, Orimoloye, Zion Gbabijo, Ereke Mogbojuri, Odun Mogun, Seluwa, Iloro, Matiminu, Ereke Ogunmoriti, Ereke Majofodun, Motoro, Eti Okun, Foto Gbabijo, Seja Odo, Kurugbene, Olorunlana, Ereke Ilutitun, Ikuemola, Oke Etugbo, Ilu Eri Zion, Madogbe Gbabijo, Awonuyen, Ori Oke Iwamimo, Zion Abereke, Zion Igbokoda, Zion Agbala Iwosan, Kelema Zion Igbokoda, Magbehinwa, Igbokuta, Mofere, Ode Mahin, Igbolomi, Atijere, Igbokoda, Aboto, Igbo Egunrin, Mahintedo, Itebukunmi, Orerara.
El 1884 enviats alemanys de la companyia d'Hamburg de G.L. Gaiser van intentar posar al rei sota protectorat alemany i el tractat es va signar el 29 de gener de 1885. L'11 de març de 1885 Alemanya declarava el protectorat. Tanmateix, el 24 d'octubre de 1885 Alemanya va acceptar cedir el territori a Gran Bretanya.